# Fidel płocka
Fidel płocka – instrument strunowy smyczkowy. Wykonany z jednego kawałka drewna, najczęściej brzozy bądź olchy. Liczba strun, jak również ich strój pozostaje nierozstrzygnięty – od trzech – gdzie niższe kołki spełniałby rolę wsporników, do sześciu – w tym przypadku struny strojone byłyby w parach po dwie (unisono) lub każda z nich spełniała indywidualną funkcję.
Prawdopodobnie pochodzi z XVI w. Oryginał instrumentu wykopano w 1985 r. podczas badań archeologicznych na płockiej starówce. Obecnie egzemplarz ten znajduje się w Muzeum Mazowieckim w Płocku.

## Budowa, technika gry
Instrument posiada rzadki typ podstawka, o dwóch nóżkach nierównej długości, jak też i bardzo zachowawcze cechy konstrukcyjne (brak podstrunnicy i strunociągu) nawiązujące do średniowiecza. Podczas gry jest on trzymany w pozycji kolanowej, a struny skracane są przez boczny dotyk paznokciem (tzw. technika paznokciowa). Ta technika wykonawcza zanikła w Polsce pod koniec XIX wieku.

## Instrument współcześnie
Na podstawie prac dr hab. Ewy Dahlig warszawski lutnik, Andrzej Kuczkowski, wykonał na zamówienie Marii Pomianowskiej pierwszą współczesną kopię instrumentu. Pierwsze egzemplarze chordofonu odtworzonego według oryginału, trafiły na początku lat dziewięćdziesiątych do zbiorów Państwowego Muzeum Etnograficznego w Warszawie oraz Muzeum Ludowych Instrumentów Muzycznych w Szydłowcu. Po kilku latach od zrekonstruowania chordofonu płockiego dla zbiorów muzealnych kolejne egzemplarze powstawały już dla celów użytkowych. Pomysł zrekonstruowania fideli kolanowych na potrzeby praktyki wykonawczej wyszedł w 1994 roku od Marii Pomianowskiej. Artystka opracowała sposób strojenia fideli oraz technikę gry na niej. Ze względu na zupełny brak źródeł na temat instrumentu opracowanie to opierało się na doświadczeniach, badaniach i wiedzy artystki, m.in. dotyczącej technik gry na instrumentach bliskowschodnich oraz ewolucji instrumentów smyczkowych. Przy obecnym stanie wiedzy nie da się ocenić, na ile opracowana technika jest zgodna z pierwotnym sposobem gry.
Maria Pomianowska od 2010 r. prowadzi w Akademii Muzycznej w Krakowie na Wydziale Instrumentalnym autorską specjalność studiów „Fidele kolanowe”, gdzie naucza gry na suce biłgorajskiej oraz fideli płockiej (studia licencjackie i magisterskie). Jest to początek tworzenia pierwszego w Polsce wydziału muzyki ludowej i etnicznej na Akademii Muzycznej. W 2011 roku powstała pierwsza na świecie Suka & Fidel Orchestra zwana Arcus Poloniae, składająca się z grupy suk biłgorajskich, suk mieleckich oraz fideli płockich.
Fidel weszła do instrumentarium m.in. zespołów folkowych np. Zespół Polski, Village Kolektiv (gra na niej Sylwia Świątkowska). Utwory z wykorzystaniem instrumentu ma w swoim repertuarze również polski zespół folkowy Kapela ze Wsi Warszawa.